# Sideritis alcarazii
Sideritis alcarazii là một loài thực vật có hoa trong họ Hoa môi. Loài này được D.Rivera, Obón & De la Torre miêu tả khoa học đầu tiên năm 1989 publ. 1990.